# Wdmedia Flash IRC Client
Wdmedia Flash IRC Client est un client IRC graphique écrit en Flash, disponible selon les termes de la licence GPL sur tous les systèmes d'exploitation supportés par Flash (Microsoft Windows, Mac OS, GNU/Linux, etc.).

## Fonctionnalités
- Interface simple d'utilisation ;
- Restriction d'accès à un seul salon IRC ;

Wdmedia Flash IRC Client nécessite de disposer d'une passerelle pour se connecter au serveur IRC.